# Nagylak
Nagylak é um município da Hungria, situado no condado de Csongrád-Csanád. Tem 4,69 km² de área e sua população em 2019 foi estimada em 433 habitantes.